# Хантингтон (Јута)
Хантингтон (енгл. Huntington) град је у америчкој савезној држави Јута.

## Демографија
По попису из 2010. године број становника је 2.129, што је 2 (-0,1%) становника мање него 2000. године.
| Група             | 2000.         | 2010.         |
| Белци             | 1.820 (85,4%) | 1.893 (88,9%) |
| Афроамериканци    | 4 (0,2%)      | 5 (0,2%)      |
| Азијати           | 4 (0,2%)      | 6 (0,3%)      |
| Хиспаноамериканци | 264 (12,4%)   | 190 (8,9%)    |
| Укупно            | 2.131         | 2.129         |